# 수리남 (드라마)
《수리남》(영어: The Accidental Narco, Narco-Saints)은 넷플릭스에서 2022년 9월부터 방영된 대한민국의 스릴러, 범죄 드라마이다. 남미에서 마약 조직을 운영하는 한국인 마약왕을 체포하려는 정부의 비밀 작전에 한 평범한 사업가가 합류한다. 수리남에서 마약왕이 된 한국인 조봉행을 체포하기 위해 대한민국 국정원이 민간인 조력자의 협력을 받아 작전을 진행한 실화를 모티프로 하여 제작되었다.

## 줄거리
수리남을 장악한 대한민국 마약왕 전요환(황정민)을 잡기 위해 국가정보원의 비밀 작전에 협조할 수밖에 없는 민간인 사업가 강인구(하정우)의 목숨을 건 여정이 그려진다.

## 등장 인물

### 주요 인물
- 하정우: 강인구 역 (아역: 이효제)
- 황정민: 전요환 역 - 마약왕, 수리남에서는 무소불위의 권력을 쥐고 있는 자
- 박해수: 최창호 역 - 위장잠입명 구상만, 국정원 미주지부 팀장
- 조우진: 변기태 역 - 전요환의 오른팔, 국정원 비밀요원
- 유연석: 데이빗 박 역 - 전요환의 고문 변호사, 마약 조직의 브레인

### 그 외 인물
- 추자현: 박혜진 역 - 강인구의 아내
- 현봉식: 박응수 역 - 인구의 사업파트너, 수리남에서 홍어를 떼어 한국에 파는 사업을 하고 있다.
- 송영규: 박종수 역 - 국정원 미주지부 국장
- 박선임 (이와타 아야카): 시현 역 - 국정원 요원, 창호의 후배
- 고건한: 동우 역 - 국정원 요원, 창호의 후배
- 김예원: 사모님 역 - 과거 전요환의 비즈니스 파트너
- 이봉련: 정 권사 역
- 김민귀: 이상준 역 - 전요환의 집사
- 황보정일: 티엔 역 - 첸진의 수하
- 장격수: 안기부 과장 역 - 과거 전요환에게 주기적으로 상납을 받았던 인물
- 김서준: 강형주 역 - 강인구의 아들
- 심혜연: 강민서 역 - 강인구의 딸
- 민도윤: 과거 전요환의 비즈니스 고객
- 안세빈: 수정 역 - 전요환의 종교 단체로 부터 자신을 구해줄 것을 인구에게 부탁했던 아이 (3회~)
- 김수연: 수정 엄마 역 - 종교 단체에서 벗어나기 위해 도주를 하다 정 권사에게 붙잡히고 만다. (4회)
- 조던 프레스톤: 델라노 알바레즈 역 - 수리남 대통령, 주기적으로 전요환에게 상납을 받은 만큼 욕망으로 점철된 인물 (4회)
- 치디 아주포: 갈라스 역 - 전요환의 경호팀장, 나이지리아 출신 용병(1회~)
- 브라이언 라킨: DEA(미 마약단속국) 부팀장 역
- 파블로 술라: 브라질 수비대장 역 (3회)
- 안수호: 국정원 베네수엘라 지부 요원, 창호가 소속되어 있는 미주지부팀과 공조 (3회)
- 이지수: 국정원 베네수엘라 지부 요원, 창호가 소속되어 있는 미주지부팀과 공조 (3회)
- 김대근 - 차이나타운 중국인 역

### 특별 출연
- 장첸: 첸진 - 수리남의 중국 갱단 수장

## 논쟁
2022년 9월 13일 수리남의 알버트 람딘 외교 및 국제협력부 장관은 "수리남은 몇 년 간 마약 운송 국가로서 나쁜 이미지를 가지고 있었다. 이미지 개선을 위해 노력해왔지만 넷플릭스 《수리남》으로 다시금 불리한 상황에 놓였다"며 불만을 표하고, 제작자에 대한 법적 조치를 예고한 것은 물론이고, 수리남 내 미국대사에게 작품에 대한 항의 서한을 보내겠다는 언론 인터뷰를 하였다. 이후 안은주 외교부 부대변인이 "오해가 있으면 해결해달라"고 밝혔다. 결국 외교 문제로 비화할 조짐까지 보였다. 이에 수리남과 관련된 외교 임무를 겸임하고 있는 주베네수엘라 대한민국 대사관은 "수리남에 거주하는 한인 여러분의 안위를 위해 최선을 다하겠다"고 공지하였다.

## 수상
- 2023년 제59회 백상예술대상 TV부문 남자조연상 (조우진)
- 2023년 제2회 청룡 시리즈 어워즈 드라마 부문 남우주연상 (하정우)